# Astragalus kokandensis
Astragalus kokandensis es una especie de planta del género Astragalus, de la familia de las leguminosas, orden Fabales.

## Distribución
Astragalus kokandensis se distribuye por Uzbekistán, Tayikistán y Kirguistán.

## Taxonomía
Fue descrita científicamente por Bunge. Fue publicada en Izv. Imp. Obshch. Lyubit. Estestv. Moskovsk. Univ. 26 (2): 216 (1880).